# César du meilleur acteur dans un second rôle

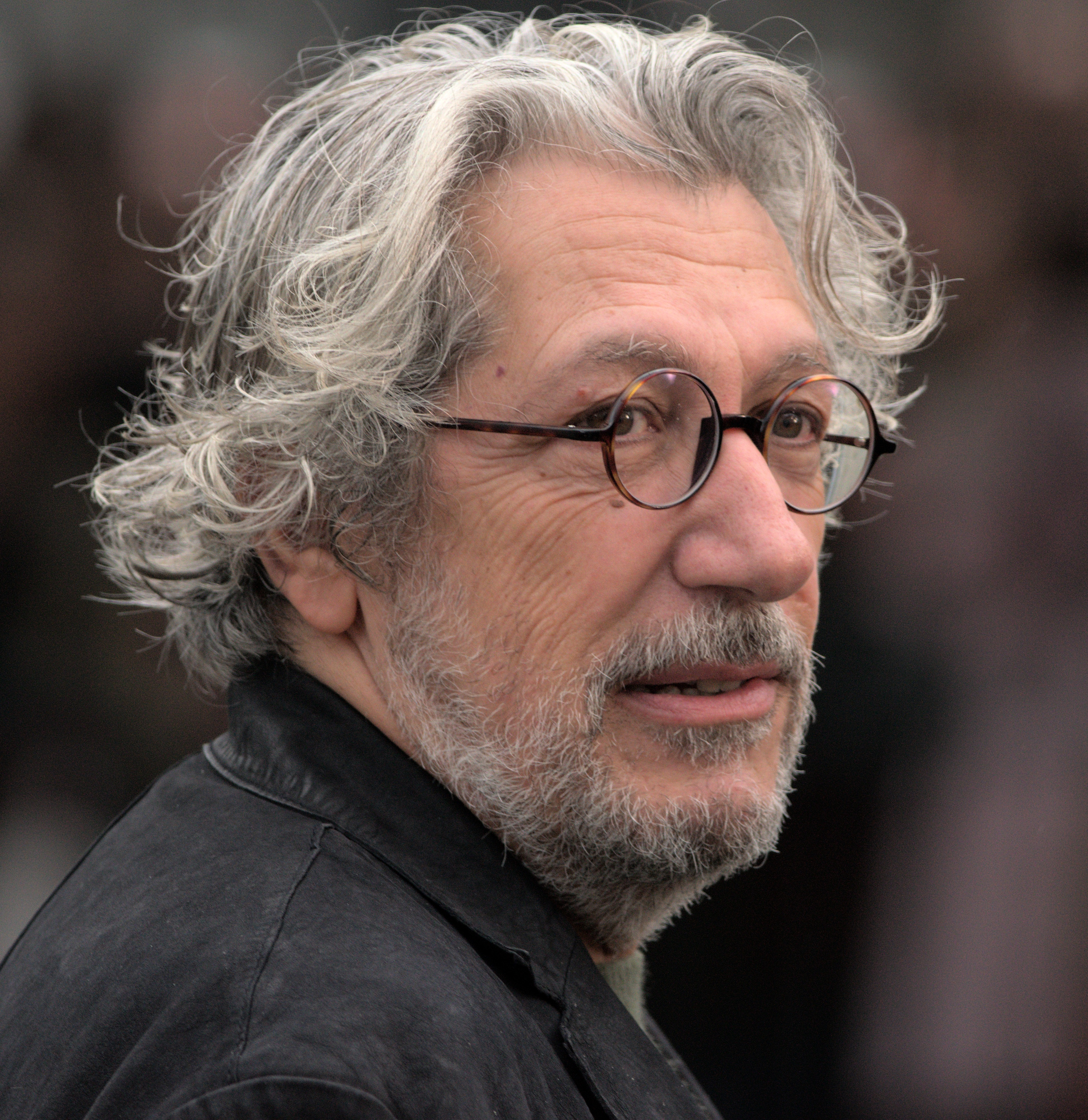
Alain Chabat, lauréat du César du meilleur acteur dans un second rôle en 2025 pour son rôle dans L'Amour ouf.

Le César du meilleur acteur dans un second rôle est une récompense cinématographique française décernée par l'Académie des arts et techniques du cinéma depuis la première remise de prix le 3 avril 1976 au Palais des congrès à Paris.

## Statistiques

### Victoires multiples
Quelques acteurs ont été récompensés à plusieurs reprises dans cette catégorie :
- 3 César : Niels Arestrup (2006, 2010 et 2014) ;
- 2 César : Swann Arlaud (2020, 2024), Jean Carmet (1983, 1992), André Dussollier (1993, 2002), Jacques Dufilho (1978, 1981).

### Nominations multiples
Il existe des acteurs multi-nommés (en gras, ceux qui ont été lauréats au moins une fois) : 
- 5 nominations : Jean-Hugues Anglade, Niels Arestrup, André Dussollier, Fabrice Luchini, Guy Marchand ;
- 4 nominations : Jean Carmet, François Cluzet, Louis Garrel, Jean-Pierre Marielle, Claude Rich, Roschdy Zem ;
- 3 nominations : Michel Aumont, Jean Bouise, Bernard Le Coq, Clovis Cornillac, Jean-Pierre Darroussin, Jacques Dufilho, Bernard Giraudeau, Laurent Lafitte, Michael Lonsdale, Lambert Wilson ;
- 2 nominations : Swann Arlaud, Jean-Pierre Bacri, Édouard Baer, François Berléand, Dany Boon, Claude Brasseur, Jean-Claude Brialy, Alain Chabat, Patrick Chesnais, François Civil, François Damiens, Gérard Darmon, Jamel Debbouze, Jacques Dutronc, Bernard Fresson, Michel Galabru, Maurice Garrel, Ticky Holgado, JoeyStarr, Jean-Pierre Kalfon, Vincent Lacoste, Gérard Lanvin, Benjamin Lavernhe, Gilles Lellouche, Vincent Macaigne, Benoît Magimel, Eddy Mitchell, Vincent Perez, Denis Podalydès, Daniel Prévost, Jean Rochefort, Jean-Paul Roussillon, Jean-Louis Trintignant, Jacques Villeret, Michel Vuillermoz.

## Palmarès

### Années 1970
- 1976 : Jean Rochefort pour le rôle de l'abbé Dubois dans Que la fête commence...
  - Victor Lanoux pour le rôle de Pierre Lardatte dans Adieu poulet
  - Patrick Dewaere pour le rôle de Lefèvre dans Adieu poulet
  - Jean Bouise pour le rôle de François dans Le Vieux Fusil
- 1977 : Claude Brasseur pour le rôle de Daniel dans Un éléphant ça trompe énormément  et pour le rôle de Ari dans Le Grand Escogriffe[n 1]
  - Jean-Claude Brialy pour le rôle du procureur Villedieu dans Le Juge et l'Assassin
  - Jacques Dutronc pour le rôle de Pierre dans Mado
  - Charles Denner pour le rôle de l'avocat dans Si c'était à refaire
- 1978 : Jacques Dufilho pour le rôle du chef mécanicien dans Le Crabe-Tambour
  - Michel Aumont pour le rôle de Pierre dans Des enfants gâtés
  - Jean-François Balmer pour le rôle de Waldeck dans La Menace
  - Jean Bouise pour le rôle du procureur général Arnould dans Le Juge Fayard dit « le Shériff »
  - Philippe Léotard pour le rôle de Marec dans Le Juge Fayard dit « le Shériff »
- 1979 : Jacques Villeret pour le rôle de Robert Villiers dans Robert et Robert
  - Michel Serrault pour le rôle de Mirement dans L'Argent des autres
  - Jean Carmet pour le rôle de Adrien Courtois dans Le Sucre
  - Claude Brasseur pour le rôle de Serge dans Une histoire simple

### Années 1980
- 1980 : Jean Bouise pour le rôle de Sivardière dans Coup de tête
  - Michel Aumont pour le rôle de Franckie dans Courage fuyons
  - Bernard Giraudeau pour le rôle de François dans Le Toubib
  - Bernard Blier pour le rôle de Staplin dans Série noire
- 1981 : Jacques Dufilho pour le rôle de Adrien Dussart dans Un mauvais fils
  - Alain Souchon pour le rôle de Claude dans Je vous aime
  - Heinz Bennent pour le rôle de Lucas Steiner dans Le Dernier Métro
  - Guy Marchand pour le rôle de André dans Loulou
- 1982 : Guy Marchand pour le rôle de Marcel Belmont dans Garde à vue
  - Jean-Pierre Marielle pour le rôle du Péron / Georges dans Coup de torchon
  - Eddy Mitchell pour le rôle de Nono dans Coup de torchon
  - Gérard Lanvin pour le rôle de Louis Coline dans Une étrange affaire
- 1983 : Jean Carmet pour le rôle de Thénardier dans Les Misérables
  - Gérard Klein pour le rôle de Maurice Bouillard dans La Passante du Sans-Souci
  - Michel Jonasz pour le rôle de Simon dans Qu'est-ce qui fait courir David ?
  - Jean-François Stévenin pour le rôle de Dambiel dans Une chambre en ville
- 1984 : Richard Anconina pour le rôle de Youseff Bensoussan dans Tchao Pantin
  - Guy Marchand pour le rôle de Michel Korski dans Coup de foudre
  - Bernard Fresson pour le rôle de Francis dans Garçon !
  - Jacques Villeret pour le rôle de Gilbert dans Garçon !
  - François Cluzet pour le rôle de Mickey dans L'Été meurtrier
- 1985 : Richard Bohringer pour le rôle de Albert Lorca dans L'Addition
  - Lambert Wilson pour le rôle de Milan Mliska dans La Femme publique
  - Fabrice Luchini pour le rôle de Octave dans Les Nuits de la pleine lune
  - Bernard-Pierre Donnadieu pour le rôle de Mathias Hagen dit "Matt" dans Rue barbare
  - Michel Aumont pour le rôle de Gonzague dans Un dimanche à la campagne
- 1986 : Michel Boujenah pour le rôle de Michel dans Trois Hommes et un couffin
  - Xavier Deluc pour le rôle de Hugo Spark dans On ne meurt que deux fois
  - Michel Galabru pour le rôle du commissaire Gesberg dans Subway
  - Jean-Hugues Anglade pour le rôle du Roller dans Subway
  - Jean-Pierre Bacri pour le rôle de l'inspecteur Batman dans Subway
- 1987 : Pierre Arditi pour le rôle de Pierre Belcroix dans Mélo
  - Gérard Darmon pour le rôle de Eddy dans 37°2 le matin
  - Jean-Louis Trintignant pour le rôle de Pierre dans La Femme de ma vie
  - Claude Piéplu pour le rôle du professeur dans Le Paltoquet
  - Jean Carmet pour le rôle de M. Martin dans Les Fugitifs
- 1988 : Jean-Claude Brialy pour le rôle de Klotz dans Les Innocents
  - Tom Novembre pour le rôle de Victorien dans Agent trouble
  - Jean-Pierre Kalfon pour le rôle du commissaire dans Le Cri du hibou
  - Jean-Pierre Léaud pour le rôle du commissaire Bouvreuil dans Les Keufs
  - Guy Marchand pour le rôle de l'inspecteur Leroyer dans Noyade interdite
- 1989 : Patrick Chesnais pour le rôle du PDG dans La Lectrice
  - Alain Cuny pour le rôle de Louis-Prosper Claudel dans Camille Claudel
  - Patrick Bouchitey pour le rôle du père Aubergé dans La vie est un long fleuve tranquille
  - Jean Reno pour le rôle de Enzo Molinari dans Le Grand Bleu
  - Jean-Pierre Marielle pour le rôle de Raoul Fonfrin dans Quelques jours avec moi

### Années 1990
- 1990 : Robert Hirsch pour le rôle de Raoul dans Hiver 54, l'abbé Pierre
  - Jacques Bonnaffé pour le rôle de André Gravey dans Baptême
  - François Cluzet pour le rôle de Daniel dans Force majeure
  - François Perrot pour le rôle de Perrin dans La Vie et rien d'autre
  - Roland Blanche pour le rôle de Marcello dans Trop belle pour toi
- 1991 : Jacques Weber pour le rôle du comte de Guiche dans Cyrano de Bergerac
  - Maurice Garrel pour le rôle de Jean dans La Discrète
  - Michel Duchaussoy pour le rôle de Georges dans Milou en mai
  - Michel Galabru pour le rôle de Monglat dans Uranus
  - Daniel Prévost pour le rôle de Rochard dans Uranus
- 1992 : Jean Carmet pour le rôle de Raymond Pelleveau (âgé) dans Merci la vie
  - Jean-Claude Dreyfus pour le rôle de Clapet dans Delicatessen
  - Ticky Holgado pour le rôle de Crayon dans Une époque formidable…
  - Bernard Le Coq pour le rôle de Théodore Van Gogh dans Van Gogh
  - Gérard Séty pour le rôle du Dr Paul Gachet dans Van Gogh
- 1993 : André Dussollier pour le rôle de Maxime dans Un cœur en hiver
  - Jean Yanne pour le rôle de Guy Asselin dans Indochine
  - Patrick Timsit pour le rôle de Michou dans La Crise
  - Fabrice Luchini pour le rôle de Camille dans Le Retour de Casanova
  - Jean-Pierre Marielle pour le rôle de Almeida dans Max et Jérémie
- 1994 : Fabrice Luchini pour le rôle de Fabrice Lenormand dans Tout ça… pour ça !
  - Jean-Pierre Darroussin pour le rôle de Fred dans Cuisine et Dépendances
  - Jean-Roger Milo pour le rôle de Antoine Chaval dans Germinal
  - Thomas Langmann pour le rôle de Marcel dans Le Nombril du monde
  - Didier Bezace pour le rôle du commissaire Carré dans Profil bas
- 1995 : Jean-Hugues Anglade pour le rôle du roi Charles IX dans La Reine Margot
  - Claude Rich pour le rôle du duc Clovis de Crassac dans La Fille de d'Artagnan
  - Fabrice Luchini pour le rôle de Maïtre Derville dans Le Colonel Chabert
  - Bernard Giraudeau pour le rôle de François dans Le Fils préféré
  - Daniel Russo pour le rôle de Georges dans Neuf Mois
- 1996 : Eddy Mitchell pour le rôle de Gérard Thulliez dans Le bonheur est dans le pré
  - Ticky Holgado pour le rôle de Antoine dans Gazon maudit
  - Jean-Pierre Cassel pour le rôle de Georges dans La Cérémonie
  - Jean-Hugues Anglade pour le rôle de Vincent Granec dans Nelly et Monsieur Arnaud
  - Michael Lonsdale pour le rôle de Dollabella dans Nelly et Monsieur Arnaud
- 1997 : Jean-Pierre Darroussin pour le rôle de Denis dans Un air de famille
  - Jacques Gamblin pour le rôle de André Lemoine dans Pédale douce
  - Bernard Giraudeau pour le rôle de l'Abbé de Vilecourt dans Ridicule
  - Jean Rochefort pour le rôle de le Marquis de Bellegarde dans Ridicule
  - Albert Dupontel pour le rôle de Dionnet dans Un héros très discret
- 1998 : Jean-Pierre Bacri pour le rôle de Nicolas dans On connaît la chanson
  - Vincent Perez pour le rôle du duc Philippe de Nevers dans Le Bossu
  - Jean-Pierre Darroussin pour le rôle de Dédé dans Marius et Jeannette
  - Gérard Jugnot pour le rôle de Henri dans Marthe
  - Lambert Wilson pour le rôle de Marc Duveyrier dans On connaît la chanson
- 1999 : Daniel Prévost pour le rôle de Lucien Cheval dans Le Dîner de cons
  - Jean-Louis Trintignant pour le double-rôle des frères Jean-Baptiste et Lucien Emmerich dans Ceux qui m'aiment prendront le train
  - Vincent Perez pour le rôle de Frédéric / Vivane dans Ceux qui m'aiment prendront le train
  - Bernard Fresson pour le rôle de Vincent Malivert dans Place Vendôme
  - Jacques Dutronc pour le rôle de Battistelli dans Place Vendôme

### Années 2000
- 2000 : François Berléand pour le rôle de Maxime Nassieff dans Ma petite entreprise
  - Jacques Dufilho pour le rôle de Noël dans C'est quoi la vie ?
  - Claude Rich pour le rôle de Stanislas Roman dans La Bûche
  - André Dussollier pour le rôle de Amédée dans Les Enfants du marais
  - Roschdy Zem pour le rôle de Sami dans Ma petite entreprise
- 2001 : Gérard Lanvin pour le rôle de Franck Moreno dans Le Goût des autres
  - Lambert Wilson pour le rôle de Artus de Poulignac dans Jet Set
  - Emir Kusturica pour le rôle de Neel Auguste dans La Veuve de Saint-Pierre
  - Alain Chabat pour le rôle de Bruno Deschamps dans Le Goût des autres
  - Jean-Pierre Kalfon pour le rôle du roi Louis XIV dans Saint-Cyr
- 2002 : André Dussollier pour le rôle du chirurgien militaire dans La Chambre des officiers
  - Édouard Baer pour le rôle de Alex Basato dans Betty Fisher et autres histoires
  - Jamel Debbouze pour le rôle de Lucien dans Le Fabuleux Destin d'Amélie Poulain
  - Rufus pour le rôle de Raphaël Poulain dans Le Fabuleux Destin d'Amélie Poulain
  - Jean-Paul Roussillon pour le rôle de Jean dans Une hirondelle a fait le printemps
- 2003 : Bernard Le Coq pour le rôle du Pr Christian Licht dans Se souvenir des belles choses
  - Gérard Darmon pour le rôle de Amonbofis dans Astérix et Obélix : Mission Cléopâtre
  - Jamel Debbouze pour le rôle de Numérobis dans Astérix et Obélix : Mission Cléopâtre
  - Denis Podalydès pour le rôle de Jérôme dans Embrassez qui vous voudrez
  - François Cluzet pour le rôle de Luc dans L'Adversaire
- 2004 : Darry Cowl pour le rôle de Mme Foin dans Pas sur la bouche
  - Clovis Cornillac pour le rôle de Didier dans À la petite semaine
  - Yvan Attal pour le rôle de Raoul dans Bon Voyage
  - Jean-Pierre Marielle pour le rôle de Simon Marceaux dans La Petite Lili
  - Marc Lavoine pour le rôle de Alex dans Le Cœur des hommes
- 2005 : Clovis Cornillac pour le rôle de Kevin dans Mensonges et trahisons et plus si affinités...
  - André Dussollier pour le rôle de Robert Mancini dans 36 quai des Orfèvres
  - François Berléand pour le rôle de Rachin dans Les Choristes
  - Jean-Paul Rouve pour le rôle de Jean-Baptiste Coussaud dit "Couscous" dans Podium
  - Maurice Garrel pour le rôle de Louis Jennsens dans Rois et Reine
- 2006 : Niels Arestrup pour le rôle de Robert Seyr dans De battre mon cœur s'est arrêté
  - Maurice Bénichou pour le rôle de Majid dans Caché
  - Georges Wilson pour le rôle de M. Delsart dans Je ne suis pas là pour être aimé
  - Dany Boon pour le rôle de Ponchel dans Joyeux Noël
  - Roschdy Zem pour le rôle de Solo dans Le Petit Lieutenant
- 2007 : Kad Merad pour le rôle de Paul Tellier dans Je vais bien, ne t'en fais pas
  - Guy Marchand pour le rôle de Mirko dans Dans Paris
  - Dany Boon pour le rôle de Richard dans La Doublure
  - André Dussollier pour le rôle de Jacques Laurentin dans Ne le dis à personne
  - François Cluzet pour le rôle de René dans Quatre Étoiles
- 2008 : Sami Bouajila pour le rôle de Mehdi dans Les Témoins
  - Laurent Stocker pour le rôle de Philibert Marquet de la Durbelière dans Ensemble, c'est tout
  - Pascal Greggory pour le rôle de Louis Barrier dans La Môme
  - Michael Lonsdale pour le rôle de Mathias Jüst dans La Question humaine
  - Fabrice Luchini pour le rôle de Monsieur Jourdain dans Molière
- 2009 : Jean-Paul Roussillon pour le rôle de Abel dans Un conte de Noël
  - Benjamin Biolay pour le rôle du père de Stella dans Stella
  - Claude Rich pour le rôle de Robert dans Aide-toi, le ciel t'aidera
  - Pierre Vaneck pour le rôle du père d'Antoine dans Deux Jours à tuer
  - Roschdy Zem pour le rôle de Christophe Abadi dans La Fille de Monaco

### Années 2010
- 2010 : Niels Arestrup pour le rôle de César Luciani dans Un prophète
  - Jean-Hugues Anglade pour le rôle de le désaxé dans Persécution
  - JoeyStarr pour son propre rôle dans Le Bal des actrices
  - Benoît Poelvoorde pour le rôle de Étienne Balsan dans Coco avant Chanel
  - Michel Vuillermoz pour le rôle de Pierre dans Le Dernier pour la route
- 2011 : Michael Lonsdale pour le rôle du frère Luc Dochier dans Des hommes et des dieux
  - Niels Arestrup pour le rôle de Bartholomé dans L'Homme qui voulait vivre sa vie
  - François Damiens pour le rôle de Marc dans L'Arnacœur
  - Gilles Lellouche pour le rôle de Eric dans Les Petits Mouchoirs
  - Olivier Rabourdin pour le rôle du frère Christophe dans Des hommes et des dieux
- 2012 : Michel Blanc pour le rôle de Gilles dans L'Exercice de l'État
  - Nicolas Duvauchelle pour le rôle de Mathieu dans Polisse
  - JoeyStarr pour le rôle de Fred dans Polisse
  - Bernard Le Coq pour le rôle de Jacques Chirac dans La Conquête
  - Frédéric Pierrot pour le rôle de Balloo dans Polisse
- 2013 : Guillaume de Tonquédec pour le rôle de Claude dans Le Prénom
  - Samir Guesmi pour le rôle d'Eric dans Camille redouble
  - Benoît Magimel pour le rôle de Paul Lederman dans Cloclo
  - Claude Rich pour le rôle de Sébastien Hauer dans Cherchez Hortense
  - Michel Vuillermoz pour le rôle du père de Camille dans Camille redouble
- 2014 : Niels Arestrup pour le rôle de Claude Maupas dans Quai d'Orsay
  - Patrick Chesnais pour le rôle de Philippe dans Les Beaux Jours
  - Patrick d'Assumçao pour le rôle d'Henri  dans L'Inconnu du lac
  - François Damiens pour le rôle de Nicolas dans Suzanne
  - Olivier Gourmet pour le rôle de Gilles dans Grand Central
- 2015 : Reda Kateb pour le rôle de Abdel Rezzak dans Hippocrate
  - Éric Elmosnino pour le rôle de Fabien Thomasson dans La Famille Bélier
  - Jérémie Renier pour le rôle de Pierre Bergé dans Saint Laurent
  - Guillaume Gallienne pour le rôle de Pierre Bergé dans Yves Saint Laurent
  - Louis Garrel pour le rôle de Jacques de Bascher dans Saint Laurent
- 2016 : Benoît Magimel pour le rôle de Yann dans La Tête haute
  - Michel Fau pour le rôle de Atos Pezzini / Divo dans Marguerite
  - Louis Garrel pour le rôle de Solal dans Mon roi
  - André Marcon pour le rôle de Georges Dumont dans Marguerite
  - Vincent Rottiers pour le rôle de Brahim dans Dheepan
- 2017 : James Thierrée pour le rôle de George Foottit dans Chocolat
  - Gabriel Arcand pour le rôle de Pierre dans Le Fils de Jean
  - Vincent Cassel pour le rôle de Antoine dans Juste la fin du monde
  - Vincent Lacoste pour le rôle de Sam dans Victoria
  - Laurent Lafitte pour le rôle de Patrick dans Elle
  - Melvil Poupaud pour le rôle de Vincent dans Victoria
- 2018 : Antoine Reinartz pour le rôle de Thibault dans 120 Battements par minute
  - Niels Arestrup pour le rôle de Marcel Péricourt dans Au revoir là-haut
  - Laurent Lafitte pour le rôle d'Henri d'Aulnay-Pradelle dans Au revoir là-haut
  - Gilles Lellouche pour le rôle de James dans Le Sens de la fête
  - Vincent Macaigne pour le rôle de Julien dans Le Sens de la fête
- 2019 : Philippe Katerine pour le rôle de Thierry dans Le Grand Bain
  - Jean-Hugues Anglade pour le rôle de Simon dans Le Grand Bain
  - Damien Bonnard pour le rôle de Louis dans En liberté !
  - Clovis Cornillac pour le rôle de Fabrice Le Nadant dans Les Chatouilles
  - Denis Podalydès pour le rôle de Mathieu dans Plaire, aimer et courir vite

### Années 2020
- 2020 : Swann Arlaud pour le rôle d'Emmanuel Thomassin dans Grâce à Dieu
  - Grégory Gadebois pour le rôle de Hubert Henry dans J'accuse
  - Louis Garrel pour le rôle d'Alfred Dreyfus dans J'accuse
  - Benjamin Lavernhe pour le rôle de Félix dans Mon inconnue
  - Denis Ménochet pour le rôle de François Debord dans Grâce à Dieu
- 2021 : Nicolas Marié pour le rôle de M. Blin dans Adieu les cons
  - Édouard Baer pour le rôle de André Grunvald dans La Bonne Épouse
  - Louis Garrel pour le rôle de François dans ADN
  - Benjamin Lavernhe pour le rôle de Vladimir dans Antoinette dans les Cévennes
  - Vincent Macaigne pour le rôle de François dans Les Choses qu'on dit, les Choses qu'on fait
- 2022 : Vincent Lacoste pour le rôle d'Étienne Lousteau dans Illusions perdues
  - François Civil pour le rôle d'Antoine dans BAC Nord
  - Xavier Dolan pour le rôle de Raoul Nathan dans Illusions perdues
  - Karim Leklou pour le rôle de Yassine dans BAC Nord
  - Sylvain Marcel pour le rôle de Guy-Claude Kamar dans Aline
- 2023 : Bouli Lanners pour le rôle de Marceau dans La Nuit du 12
  - François Civil pour le rôle de Yann dans En corps
  - Micha Lescot pour le rôle de Pierre Romans dans Les Amandiers
  - Pio Marmaï pour le rôle de Loïc dans En corps
  - Roschdy Zem pour le rôle de Michel Ferrand dans L'Innocent
- 2024 : Swann Arlaud pour son rôle de  Me Vincent Renzi dans Anatomie d'une chute
  - Anthony Bajon pour son rôle de Dog dans Chien de la casse
  - Arthur Harari pour son rôle de maître Georges Kiejman dans Le Procès Goldman
  - Pio Marmaï pour son rôle de Paul Rivière dans Yannick
  - Antoine Reinartz pour son rôle de l'avocat général dans Anatomie d'une chute
- 2025 : Alain Chabat pour le rôle du père de Jackie dans L'Amour Ouf
  - David Ayala pour le rôle de Walter dans Miséricorde
  - Bastien Bouillon pour le rôle de Fernand de Morcerf dans Le Comte de Monte-Cristo
  - Jacques Develay pour le rôle de l'abbé Philippe Griseul dans Miséricorde
  - Laurent Lafitte pour le rôle de Gérard de Villefort dans Le Comte de Monte-Cristo